# Калакейтто
Калакейтто (фин. kalakeitto — букв. «рыбный суп») — карельское и финское национальное блюдо, традиционный рыбный суп. Под названием «молочная уха» или «соловецкая уха» суп известен на севере России.
Суп является характерным примером довольно свойственного финно-уграм (особенно эстонцам и финнам) широкого применения молочных продуктов в виде компонента горячих блюд. Обычно калакейтто готовится из рыбы с белым, бескостным филе (камбала, сиг, треска). Праздничный вариант калакейтто — с лососем и сливками вместо молока — называется лохикейтто (фин. lohikeitto — букв. «лососевый суп»).
Приготовление супа довольно простое: в бульон, сваренный из кожи, головы, плавников, хребтов рыбы добавляется картофель, филе рыбы и по готовности вливается молоко или сливки. В отличие от других подобных супов, вливаемые в калакейтто молоко или сливки всегда загущаются мукой. Набор пряностей, как, опять же, это свойственно финской кухне, весьма скромный и включает в себя перец (чёрный и душистый), репчатый лук, иногда петрушку и укроп.